# 이가원 (배우)
이가원(1991년 4월 24일 ~ )은 대한민국의 배우이자 걸그룹 '2EYES'의 멤버였다. 향숙이라는 이름으로 활동한 바 있다.

## 출연 작품
| 연도 | 방송              | 제목        | 역할            |
| ---- | ----------------- | ----------- | --------------- |
| 2013 | SBS               | 출생의 비밀 | 이선영 어린시절 |
| 2016 | 단테미디어랩      | 질풍기획    | 이일순 대리     |
| 2017 | 스튜디오 룰루랄라 | 모먼트      | 향숙            |
| 2017 | 어쩌다 18         |             |                 |
| 2018 |                   | 조작남녀    |                 |
| 2018 | MBN               | 마성의 기쁨 |                 |
| 2019 | MBN               | 레벨업      | 오미자          |

### 영화
| 연도 | 제목        | 역할 |
| ---- | ----------- | ---- |
| 2020 | 불량한 가족 | 지애 |